# پیرعلی
پیرعلی، روستایی است از توابع بخش مرکزی شهرستان ارومیه در کیلومتر ۳۵ جاده مهاباد قرار دارد.

## جمعیت
این روستا در دهستان دول قرار داشته و بر اساس سرشماری سال ۱۳۸۵ جمعیت آن ۳۷۰ نفر (۹۶ خانوار)
بوده‌است.